# 王一鸥
王一鸥（1967年10月—），辽宁省绥中县人，大连理工大学毕业，中华人民共和国政治人物。

## 生平
1967年10月，王一鸥出生在辽宁省绥中县。1986年，王一鸥考入大连理工大学化工学院环境工程专业，1988年4月加入中国共产党，1990年毕业后分配至中国石油锦西炼化总厂工作。
2000年9月，王一鸥进入政界，出任辽宁省环境科学研究院副院长、辽宁省北方环境保护有限责任公司董事长兼总经理。2003年11月调任辽宁省环境保护局监督管理处副处长，次年2月升任处长。
2006年10月，王一鸥调入中央，出任国家环境保护总局（后改组环境保护部）西北环境保护督查中心副主任，2012年4月转任新组建的环境保护部西北环境保护督查中心副主任、党组成员，2014年6月升任主任、党组书记。
2016年8月，王一鸥调到湖南省，出任湖南省环境保护厅厅长、党组副书记，次年1月升任党组书记。2018年2月转任湖南省国土资源厅厅长、党组书记。同年10月再度转任湖南省自然资源厅厅长、党组书记。2019年12月，王一鸥调到岳阳市，出任中共岳阳市委书记、市人大常委会主任。
2022年1月，任湖南省人民政府副省长。同年5月，接任湖南省公安厅厅长。